# Bandeira de Carachai-Circássia
A Bandeira de Charachai-Circássia é um dos símbolos oficiais da República da Carachai-Circássia, uma subdivisão da Federação Russa. Foi aprovada pelo Parlamento de Carachai-Circássia em 3 de fevereiro de 1994.

## Descrição
Seu desenho consiste em um retângulo com proporção largura-comprimento de 1:2, dividido em três faixas horizontais de mesma altura: a superior azul, a intermediária verde e a inferior vermelha. No centro da faixa do meio há um círculo em ouro com a representação de uma montanha e de um sol com dezesseis raios, sendo dez grandes (que vão até o círculo) e seis mais curtos.

## Simbologia
A cores na bandeira representam:

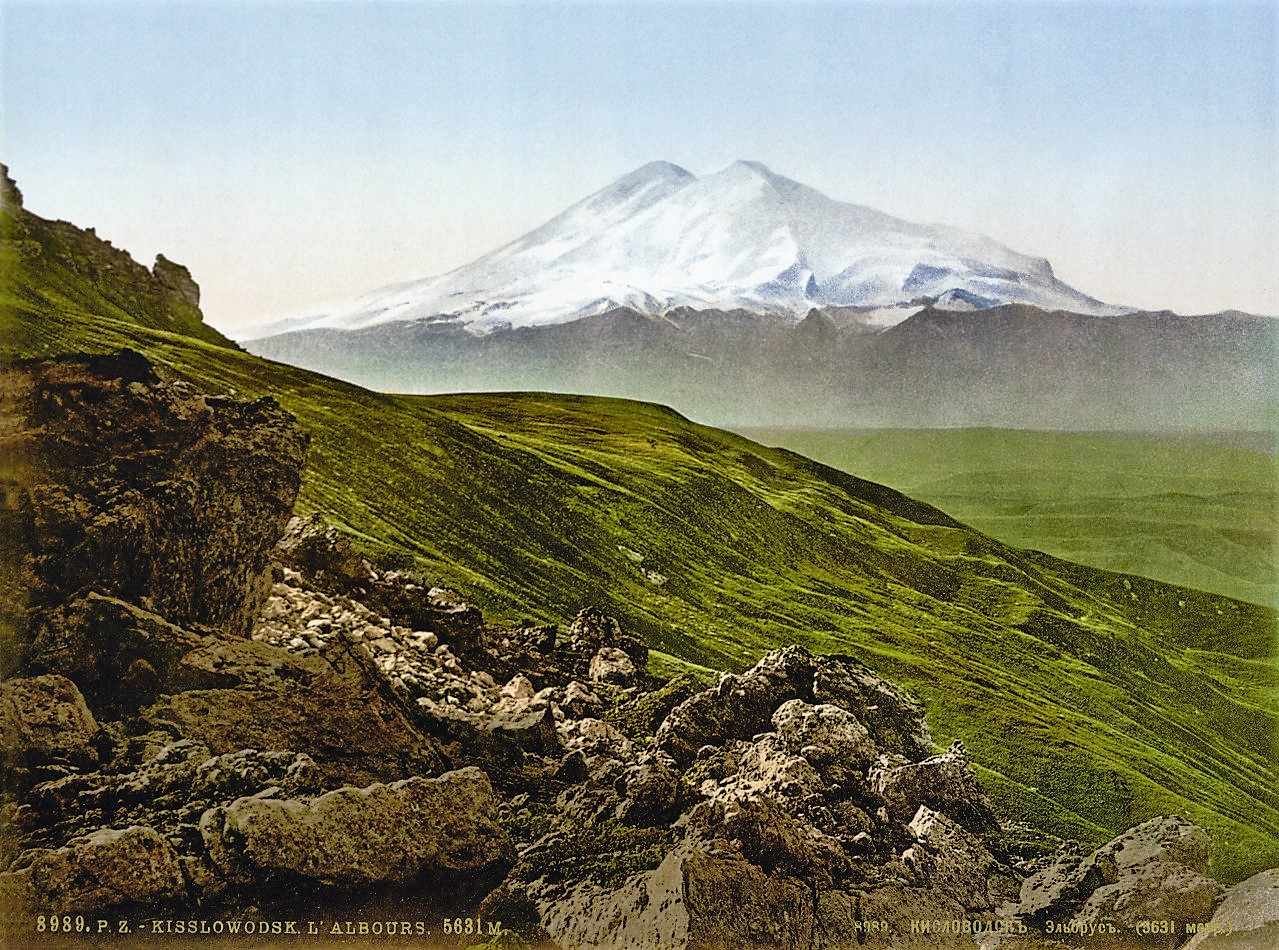
Os picos gêmeos do Monte Elbrus são representados na bandeira da República

- O Azul representa a paz, as boas intenções e a serenidade;
- O Verde a natureza, a fertilidade e a saúde;
- O Vermelho a juventude, a sensatez e a moderação. O vermelho é símbolo também da cordialidade e amizade entre as nações.
- A montanha representada na bandeira são os pico gêmeos do monte Elbrus, a maior montanha da Europa. A representação de um sol nascendo atrás de montanhas simbolizam a esperança do do povo do Cáucaso em um futuro brilhante.